# El-Marrikh Sporting Club
El-Marrikh Sporting Club (en árabe: نادي المريخ للألعاب الرياضية‎) es un club de fútbol de Puerto Said, Egipto. El club fue fundado en 1952. Actualmente juega en la Segunda División Egipcia.